# Congé sabbatique
Pour les articles homonymes, voir Année sabbatique.
 (février 2014).
Un congé sabbatique est une période prolongée, généralement d'une année, dans la carrière d'un salarié, durant laquelle son contrat de travail est suspendu, ce qui lui permet de se consacrer à toute activité de son choix ou de se reposer. Pendant cette période, il n'est en principe pas rémunéré, mais il conserve l'assurance de retrouver son emploi à son retour.
L'année sabbatique commença à se populariser dans les années 1960 pour la France et l'Angleterre. De nombreuses célébrités tels que le Prince Harry, Leonardo DiCaprio, Madonna ou encore France Gall ont pris une année sabbatique afin de faire du bénévolat en Afrique et en Océanie.
L'expression est aussi utilisée dans le milieu étudiant pour parler de la période de congé et/ou de voyage que prennent les jeunes avant ou pendant les études. Cette année sabbatique étudiante qui peut prendre de nombreuses formes et dépend aussi du budget . Elle est souvent l'occasion de faire du bénévolat ou du travail localement ou à l'étranger, ou simplement de partir en routard.
En France, ni le ministère chargé de l'emploi, ni l'INSEE ne tiennent de statistiques quant aux congés sabbatiques, rendant difficile de quantifier un phénomène qui reste toutefois marginal.

## Origine

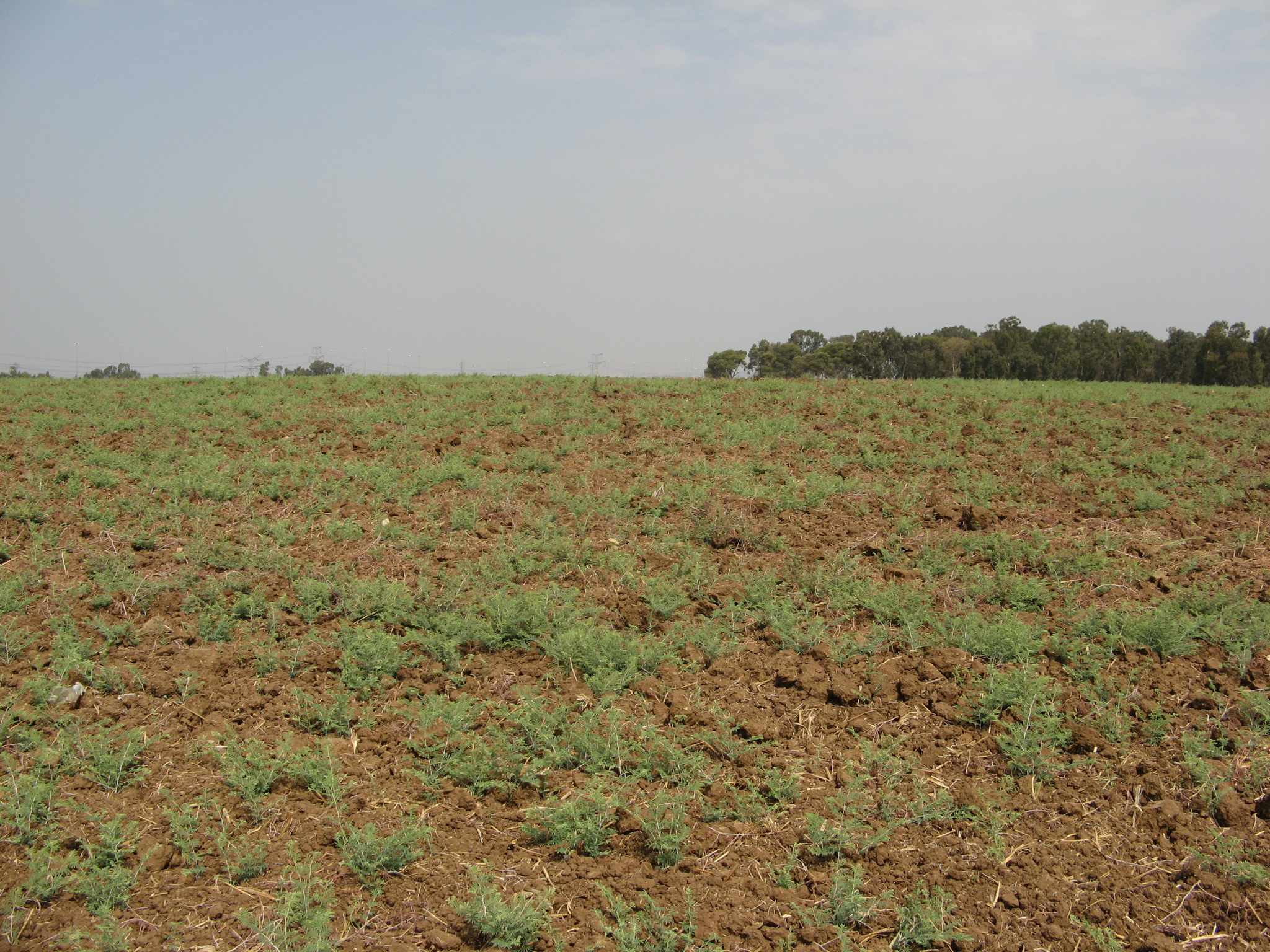
Champ volontairement non-cultivé durant la shmita, près de Rosh Ha-Ayin (Israël), 2007

Le concept de « congé sabbatique » trouve son origine dans la pratique biblique de la shmita qui est liée à l'agriculture. Selon Lévitique 25, les Juifs vivant en Terre d'Israël doivent faire observer une pause d'un an à leurs champs tous les sept ans et les laisser en jachère (sens moderne : « gel des terres »). La shmita fait ainsi écho au shabath, la pause hebdomadaire que les Juifs doivent respecter une nuit et un jour en fin de semaine, où tout travail doit s'arrêter.
Un « congé sabbatique » en est venu à signifier une absence prolongée dans la carrière d’un individu pour atteindre un objectif, par exemple écrire un livre ou voyager à des fins de recherche.

## France

### Bénéficiaires
Toute personne ayant au moins six années d'activité professionnelle et ayant passé au moins 36 mois dans son entreprise actuelle peut bénéficier de ce type de congé.
Aucune justification n'est requise, le salarié est tenu d'informer son employeur au moins trois mois à l'avance par lettre recommandée avec accusé de réception ou en remettant cette lettre en main propre contre décharge. La lettre doit comporter deux éléments :
- la date souhaitée du départ ;
- la durée du congé, comprise entre 6 et 11 mois.

Il est impossible de prolonger un congé sabbatique, mais le salarié peut en prendre plusieurs au cours de sa carrière : au maximum tous les six ans s'il n'y a pas eu d'autre congé sabbatique, pour  création d'entreprise, ou de  formation.
Si les critères énoncés précédemment sont respectés, la suite dépend de la taille de l'entreprise ; elle dispose de 30 jours pour répondre et si elle compte :
- plus de 200 salariés, elle ne peut s'opposer[5], mais seulement différer de 6 mois le début du congé[6] ;
- moins de 200 salariés, elle peut accepter, différer le début du congé de 9 mois ou s'opposer s’il estime qu’il est préjudiciable à la bonne marche de l’entreprise. Il doit recueillir l’avis du comité d’entreprise ou, à défaut, des délégués du personnel sur ce point.

En cas de refus, 15 jours sont à la disposition du salarié pour contester auprès du conseil de prud'hommes.

### Rémunération
Aucune rémunération n'est prévue pour les personnes prenant un congé sabbatique. Néanmoins, à la suite d'accords spécifiques par convention ou accord collectif, le salarié peut bénéficier d'un compte épargne-temps (CET).
Il est possible de travailler pendant ce congé, mais le salarié est toujours soumis aux obligations de discrétion et de loyauté envers son employeur.

### Aspects sociaux
Le salarié continue à bénéficier de l'assurance maladie et maternité si les conditions d’obtention étaient remplies lors du départ du salarié.
La durée du congé n’est pas comptabilisée pour la retraite ou les congés payés.

### Réintégration dans l'entreprise
La réintégration est une obligation de l'employeur et doit se faire à un poste identique ou à un poste similaire assorti d'une rémunération au moins équivalente. Il faut cependant noter qu'il n'est pas possible de réintégrer l'entreprise avant la fin du congé.

## Autres pays
Certaines universités et autres employeurs institutionnels de scientifiques, de médecins et d'universitaires offrent la possibilité de se qualifier pour un congé sabbatique payé en tant qu'avantage salarial, appelé « congé sabbatique ». Certaines entreprises offrent un congé sabbatique non rémunéré aux personnes qui souhaitent faire une pause dans leur carrière. Cette tendance est à la hausse au Royaume-Uni : 20% des entreprises ont une politique d'interruption de carrière et 10% envisagent de l'introduire.
Dans les syndicats d’étudiants britanniques et irlandais, en particulier dans les établissements d’enseignement supérieur, les étudiants peuvent être élus fonctionnaires de leur syndicat d’étudiants, soit en prenant une année d'études (l'année suivant leur élection), soit en restant dans l'établissement. pendant un an après la fin des études.

## Bilan
Les résultats d'une année sabbatique préparée sont plutôt bienfaisants ; par exemple, au Royaume-Uni, 20 % des entreprises privées privilégient l'année sabbatique, la considérant bénéfique[réf. nécessaire].